# Франсішку Мендіш
Франсішку Мендіш (порт. Francisco Mendes; 7 лютого 1939 — 7 липня 1978) — політичний діяч Гвінеї Бісау, перший прем'єр-міністр країни.

## Життєпис
На початку 1960-их ПАІГК почала збройну боротьбу проти португальських колоністів, яка тривала понад десять років. Після перемовин між Португалією та представниками ПАІГК 1974 року Гвінеї-Бісау було надано незалежність, власне ж ПАІГК проголосила незалежність за рік до того.
Новий уряд очолював Луїш Кабрал, двоюрідний брат одного з засновників ПАІГК Амілкара Кабрала. Франсішку Мендіш став першим прем'єр-міністром незалежної Гвінеї-Бісау і в цій ролі він представив країну в ООН. Упродовж чотирьох років урядування провів серію програм соціального розвитку та національного примирення.
Був убитий 7 липня 1978. Обставини убивства донині викликають суперечки, проте більшість схиляється до того, що до смерті прем'єра доклала зусиль верхівка ПАІГК.

## Пам'ять
Франсішку Мендіша пам'ятають у Гвінеї-Бісау та Кабо-Верде як африканського націоналіста та борця за незалежність. Його портрет зображено на купюрі номіналом у 500 песо. У Гвінеї-Бісау багато шкіл носять його ім'я, на його честь було названо міжнародний аеропорт у місті Прая, столиці Кабо-Верде.

## Родина
Мав чотирьох дітей: Освальдо, Валентина, Фанта Луїза та Абель Авгушту.